# Domingos Castro
Domingos da Silva Castro (ur. 22 listopada 1963 w Fermentelos) – portugalski lekkoatleta specjalizujący się w biegach długodystansowych i maratońskich, czterokrotny uczestnik letnich igrzysk olimpijskich (Seul 1988, Barcelona 1992, Atlanta 1996, Sydney 2000). Sukcesy odnosił również w biegach przełajowych.

## Sukcesy sportowe
- czterokrotny mistrz Portugalii w biegu na 5000 metrów – 1986, 1987, 1989, 2000
- czterokrotny mistrz Portugalii w biegu na 10 000 metrów – 1986, 1987, 1992, 1993
- pięciokrotny mistrz Portugalii w biegach przełajowych – 1990, 1993, 1994, 1998, 2003[1]

| Rok  | Miasto        | Zawody                                    | Konkurencja             | Wynik                     |
| ---- | ------------- | ----------------------------------------- | ----------------------- | ------------------------- |
| 1986 | Moskwa        | igrzyska dobrej woli                      | bieg na 10 000 m        | 1. miejsce                |
| 1986 | Stuttgart     | mistrzostwa Europy                        | bieg na 10 000 m        | 5. miejsce                |
| 1987 | Rzym          | mistrzostwa świata                        | bieg na 5000 m          | srebrny medal             |
| 1988 | Seul          | igrzyska olimpijskie                      | bieg na 5000 m          | 4. miejsce                |
| 1990 | Aix-les-Bains | mistrzostwa świata w biegach przełajowych | indywidualnie           | 7. miejsce                |
| 1991 | Tokio         | mistrzostwa świata                        | bieg na 5000 m          | 5. miejsce                |
| 1992 | Barcelona     | igrzyska olimpijskie                      | bieg na 5000 m          | 11. miejsce               |
| 1993 | Amorebieta    | mistrzostwa świata w biegach przełajowych | drużynowo               | brązowy medal             |
| 1994 | Alnwick       | mistrzostwa Europy w biegach przełajowych | indywidualnie drużynowo | srebrny medal złoty medal |
| 1995 | Paryż         | maraton paryski                           | bieg maratoński         | 1. miejsce                |
| 1996 | Atlanta       | igrzyska olimpijskie                      | bieg maratoński         | 25. miejsce               |
| 1997 | Ateny         | mistrzostwa świata                        | bieg na 10 000 m        | 6. miejsce                |
| 1997 | Rotterdam     | maraton rotterdamski                      | bieg maratoński         | 1. miejsce                |
| 1997 | Oeiras        | mistrzostwa Europy w biegach przełajowych | indywidualnie drużynowo | 8. miejsce złoty medal    |
| 1999 | Belfast       | mistrzostwa świata w biegach przełajowych | drużynowo               | brązowy medal             |
| 1999 | Velenje       | mistrzostwa Europy w biegach przełajowych | indywidualnie drużynowo | 5. miejsce srebrny medal  |
| 2000 | Vilamoura     | mistrzostwa świata w biegach przełajowych | drużynowo               | brązowy medal             |
| 2000 | Sydney        | igrzyska olimpijskie                      | bieg maratoński         | 18. miejsce               |

## Rekordy życiowe
- bieg na 1500 metrów – 3:38,10 – Coimbra 19/07/1997
- bieg na 3000 metrów – 7:41,02 – Lizbona 25/07/1997
- bieg na 5000 metrów – 13:14,41 – Bruksela 25/08/1989
- bieg na 10 000 metrów – 27:34,53 – Sztokholm 05/07/1993
- bieg na 20 kilometrów – 59:07 – Alphen aan den Rijn 11/03/2001
- półmaraton – 1:01:22 – Lizbona 12/03/1995
- maraton – 2:07:51 – Rotterdam 20/04/1997